# Blow, blow thou winter wind
Blow, blow thou winter wind is een compositie van Frank Bridge. Het is een toonzetting van een gedicht van William Shakespeare. Uit de talloze liederen die Bridge schreef, is dit na Sonnet: When Most I Wink slechts de tweede tekst van Shakespeare die Bridge voor zijn muziek gebruikte. De tekst is ontleend aan As You Like It. Bridge was niet de enige die de tekst gebruikte. Voor hem waren het Thomas Arne en Charles Hubert Parry, na hem onder anderen Erich Korngold (Four Shakespearian Songs opus 31 lied 3), Roger Quilter en Bald Wyntin nog in 2008.
Bridge componeerde het in 1903 maar het moest tot 8 maart 1917 wachten op een uitvoering, toen samen met Love went a-riding. Veel later werd het gebundeld tot Three Shakespearian Songs.

## Tekst
De basistekst luidt als volgt; sommige componisten veranderden de tekst licht:
Blow, blow thou winter wind,
Thou art not so unkind
As man's ingratitude;
Thy tooth is not so keen
Because thou art not seen,
Although thy breath be rude.
Heigh ho! sing heigh ho! unto the green holly:
Most friendship is feigning, most loving mere folly:
Then, heigh ho! the holly!
This life is most jolly.
Freeze, freeze thou bitter sky,
Thou dost not bite so nigh
As benefits forgot:
Though thou the waters warp,
Thy sting is not so sharp
As friend remember'd not.
Heigh ho! sing heigh ho! unto the green holly:
Most friendship is feigning, most loving mere folly:
Then, heigh ho! the holly!
This life is most jolly.

## Discografie
- Uitgave Hyperion: Gerald Finley (bariton) en Roger Vignoles (piano)